# Ligeja (nowela)
Ligeja (ang. Ligeia) – nowela Edgara Allana Poego opublikowana w 1838 roku.

## Opis fabuły
Anonimowy narrator podejmuje się próby opisu postaci Ligei, kobiety pięknej, namiętnej, intelektualistki o czarnych włosach i ciemnych oczach. Miał ją spotkać w dużym, starym, podupadłym mieście nad Renem. Nie potrafi on jednak sobie przypomnieć niczego o jej przeszłości, a w pamięci pozostaje mu jedynie jej oryginalna uroda oraz, przede wszystkim, niezwykły wyraz oczu, który powoduje sugestywne, acz ulotne skojarzenia. Pobierają się, a Ligeja imponuje mężowi swoją rozległą wiedzą naukową, jak i płynną znajomością języków klasycznych oraz nowożytnych, co jest dość nietypowym zjawiskiem, jak na ówczesną kobietę. Wprowadza przy tym małżonka w tajemnicy wiedzy metafizycznej. 
Po pewnym czasie Ligeja zaczyna chorować i umiera. Żegna się z życiem zacięcie walcząc ze śmiercią. Życie jest jedynym czego pragnie, darem, który zostaje jej odebrany przemocą, niezgodnie z jej wolą i z teorią, w którą uparcie wierzy. Cytat, który rozpoczyna nowelę jest zarazem wstępem do rozważań Ligei na temat metafizyki "I jest w tym wola, co nie umiera. Któż zbadał tajemnice woli oraz jej moce? Albowiem Bóg jest tylko możną wolą, dzięki swemu natężeniu przenikającą wszechrzeczy. Człowiek nie ustępowałby aniołom i nie podlegałby wcale śmierci, gdyby nie słabość wątłej jego woli". Ligeja nie może pogodzić się ze swoją śmiercią.  
Pogrążony w rozpaczy narrator nabywa opactwo w Anglii, które zastaje w runie. Postanawia zachować zdewastowany stan zewnętrza i skupić się na odnowię wnętrza. Wkrótce poślubia jasnowłosą, niebieskooką Rowenę Trevanion. Dwa miesiące później Rowena zaczyna gorączkować i popada w stany lękowe. Pewnej nocy, gdy jest bliska omdlenia, narrator nalewa jej puchar wina. Będąc pod wpływem opium, dostrzega on (lub tak mu się tylko wydaje) krople rubinowej substancji wpadającej do naczynia. Stan kobiety natychmiast się pogarsza. Rowena umiera dzień później, a jej ciało zostaje owinięte i przygotowane do pochówku. 
Czuwając nocą przy ciele żony, narrator zauważa chwilową zmianę koloru jej policzków. Mąż próbuje ją reanimować, lecz intensywne próby nie przynoszą rezultatu. Cykl odzyskiwania życia i ponownej śmierci, przy jednoczesnym pogarszaniu się stanu zwłok powtarza się wielokrotnie podczas trwania nocy. Nad ranem, emocjonalnie wyczerpany, widzi, że ciało ożywia się raz jeszcze, wstaje i zmierza do środka pomieszczenia. Po dotknięciu bandaże z twarzy opadają i odkrywają czarne włosy i ciemne oczy kobiety: Rowena zamieniła się w Ligeję.

## Analiza
Narrator polega na Ligei niczym dziecko, obdarzając ją niemalże dziecięcą ufnością. W momencie jej śmierci, staje się dzieckiem zbłąkanym wśród ciemności, pozostawionym sam na sam ze swoją dziecięcą przewrotnością. Mimo zależności od Ligei, po jej śmierci pragnie o niej zapomnieć (co prawdopodobnie nie pozwala mu kochać Roweny). 
Ligeję cechuje nietuzinkowa inteligencja, jakiej narrator jeszcze nie widział u żadnej kobiety. Co ważniejsze, wspiera go ona w różnorakich metafizycznych dociekaniach i przekazuje  wiedzę, co zbyt jest cenna i zanadto boska, by nie miała być zabroniona!
Jej mistyczna wiedza, połączona z intensywnym pragnieniem życia, może być później powodem jej ożywienia. 

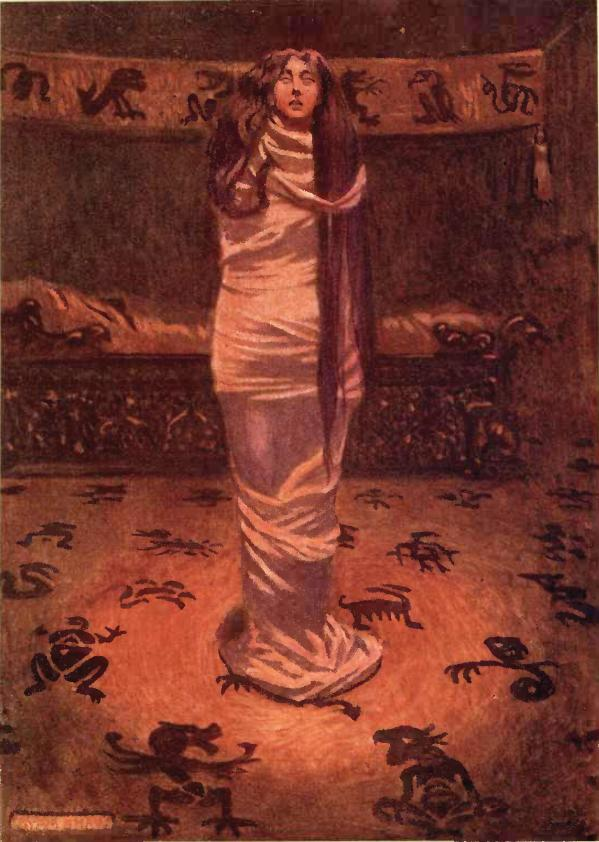
Ligeja, ilustracja Byama Shawa, ok. 1909

Ligeja i Rowena to estetyczne przeciwieństwa. Czarnowłosa Ligeja pochodzi z miasta nad Renem, podczas gdy Rowena (nazwana prawdopodobnie na wzór postaci z powieści Ivanhoe) jest jasnowłosą Anglosaską. To symboliczne zestawienie sugeruje kontrast między niemieckim i angielskim romantyzmem. 
Kwestią sporną jest znaczenie metamorfozy tytułowej bohaterki, a analizę dodatkowo komplikuje stwierdzenie autora, który w listach zaprzeczał, jakoby Ligeja odrodziła się w ciele Roweny, choć później się z tego wycofał. O tym, że Rowena naprawdę stała się zmarłą Ligeją, świadczą wyłącznie słowa narratora, co pozostawia miejsce na spekulacje. On sam został ukazany jako uzależniony od opium, co czyni go mało wiarygodnym. Nawet opisując piękno Ligei mówi, że jest ono niczym rozblask snów, wykołysanych przez opium”. 
Mówi także, że w rozkołysaniu snów opiumowych zdarzało się, iż śród ciszy nocnej powtarzałem głośno jej imię (…) jak gdyby dzika zgryzota, wniebowzięta czułość i zabójczy żar mej tęsknicy za umarłą mogły przywołać ją z powrotem na szlaki ziemskie, które opuściła”. To może sugerować, że powrót Ligei był niczym więcej niż tylko halucynacją, wywołaną zażyciem narkotyków. 
Jeśli jednak ożywienie Ligei ma być rozumiane dosłownie, to może mieć ono swoje źródło w jej przeświadczeniu, że umiera się tylko przez słabą wolę. To znowu sugeruje, że silna wola trzyma ludzi przy życiu. Nie jest jednak jasne, czy to wola jej samej, czy też jej męża spowodowała powstanie z martwych.
Wiersz Czerw Zwycięzca zawarty w noweli może stawiać zmartwychwstanie Ligei pod znakiem zapytania. Utwór obrazuje jej przejście w kierunku nieuniknionej śmiertelności. Jego zawarcie w tekście może oznaczać ironię lub być parodią ówczesnych konwencji, zarówno w literaturze, jak i życiu codziennym. (por. protagonista w dziele Dickensa Nasz wspólny przyjaciel lub śmierć Helen Burns w książce Charlotte Brontë pt. Dziwne losy Jane Eyre.) Sama Ligeja wspomina o strachu, którego uosobieniem jest twór czerwony jak krew. Także inne interpretacje były przedmiotem dyskusji. 
Przyjaciel Poego Philip Pendleton Cooke sugerował, że fabuła noweli byłaby bardziej artystyczna, gdyby przejęcie ciała Roweny przez Ligeję odbywało się stopniowo. Sam autor zgodził się z owym stwierdzeniem; podobny motyw pojawił się w Morelli. Poe pisał także, że powinien pozwolić opętanej Rowenie powrócić ponownie do jej własnego ja, tak, aby mogła być pochowana z jej własną tożsamością, a cielesne zmiany stopniowo same by ustąpiły. Jednak w kolejnym liście się z tego wycofał. 
Epigraf, użyty na wstępie noweli, jest przypisywany Josephowi Glanvillowi, choć nie został on odnaleziony w pracach autora. Sam Poe mógł także sfabrykować ów fragment i przypisać go Glanvillowi, by zasugerować czytelnikom skojarzenia z czarną magią, w którą wierzył Glanvill. 

### Satyra
W niektórych debatach sugerowano, że Ligeja to satyra na literaturę gotycką. W roku, w którym nowela została opublikowana, Poe wydał jeszcze tylko dwa inne utwory prozatorskie: Silence – A Fable i A Predicament – oba utrzymane w satyrycznej konwencji gotyckiej. Ową teorię zdaje się potwierdzać fakt, że Ligeja pochodzi z Niemiec, głównego źródła literatury gotyckiej XIX wieku oraz że jej opis wiele sugeruje, ale mało mówi czytelnikowi, zwłaszcza w odniesieniu do jej oczu. Narrator opisuje ich wyraz, który, jak sam przyznaje, jest słowem bez znaczenia. Fabuła sugeruje także, że Ligeja reprezentuje transcendentalizm, który był często krytykowany przez Poego.

### Główne tematy
- Śmierć pięknej kobiety (patrz: Berenice, Zagłada domu Usherów, Morella)
- Zmartwychwstanie (patrz: Zagłada domu Usherów, Morella, Metzengerstein)
- Nadużywanie substancji odurzających (patrz: Czarny kot, Żabi Skoczek)

## Publikacja
Ligeja została opublikowana 18 września 1838 roku na łamach American Museum, magazynu redagowanego przez dwóch przyjaciół Poego, dr Nathana C. Brooksa i dr Josepha E. Snodgrassa. Poe dostał za publikację Ligei 10 dolarów.
Nowela była korygowana w procesie jej publikacji. Była przedrukowana w Opowieściach groteskowo – arabeskowych (1840), w zbiorach Opowieści fantastyczne (1842), Opowiadania Edgara Allana Poego (1845) oraz na łamach New York World (15 lutego, 1845) i Broadway Journal (27 września, 1845). Wiersz Czerw Zwycięzca (jako utwór spisany przez Ligeję) po raz pierwszy został zawarty w publikacji ma łamach New York World.

## Recepcja
Charles Eames z The New World napisał: Siła i śmiałość koncepcji oraz wysoki artyzm, z jakim zamiar autora jest rozpisany, są godne podziwu w równym stopniu. Thomas Dunn English, pisząc w październiku 1845 roku na łamach magazynu Aristidean, stwierdził, że Ligeja jest jedną z najbardziej niezwykłych w jej gatunku, ze wszystkich jego dzieł.
Irlandzki krytyk i dramaturg George Bernard Shaw powiedział, że Historia Lady Ligei nie jest tylko jednym z cudów literackich, jest również niezrównana i niedościgniona.

## Adaptacje
Roger Corman nakręcił Grobowiec Ligei na podstawie noweli w 1964. Był to ostatni z ośmiu filmów, będących adaptacją dzieł Edgara Allana Poego. Motywy z Ligei, jak śmierć i zmartwychwstanie ukochanej kobiety, pojawiły się w filmie Hitchcocka Zawrót głowy. Fabuła noweli została także zaadaptowana w 2009 na potrzeby niezależnej produkcji Ligeia Johna Shirleya. W filmie występują Wes Bentley, Michael Madsen oraz Eric Roberts.